# Флаг Троицка (Челябинская область)
Флаг муниципального образования город Тро́ицк Челябинской области Российской Федерации — опознавательно-правовой знак, служащий официальным символом муниципального образования.
Флаг утверждён 19 сентября 2002 года и внесён в Государственный геральдический регистр Российской Федерации с присвоением регистрационного номера 1078.

## Описание
«Флаг муниципального образования „город Троицк“ представляет собой прямоугольное полотнище с отношением ширины к длине 2:3, разделённое по горизонтали на три равные горизонтальные полосы — верхнюю жёлтую, среднюю пурпурную, нижнюю жёлтую. В крыже изображены три пурпурных креста (два и один) из герба города Троицка».

## Обоснование символики
Во флаге воспроизведены фигуры из герба города Троицка три пурпурных креста.
Крест, как один из древнейших символов человечества, символизирует единство противоположностей. Изображение во флаге трёх крестов — символа Святой Троицы, созвучно с названием города Троицка и делает его «гласным».
Вместе с тем, кресты символизируют славное прошлое Троицка, основанного в 1743 году на перепутье торговых путей, ведущих из Европы в Среднюю Азию, Индию, Китай, что позволило городу стать «торговыми воротами». Город дал миру великого баснописца И. А. Крылова, знаменитого адвоката Ф. Н. Плевако, выдающихся художников, писателей, поэтов, учёных, таких, как: Б. Ручьёв, Г. Тукай, И. Вандышев, А. Ферсман.
Символика полосы во флаге многогранна: это и торговый путь, и пограничная полоса: Троицк является важным таможенным пунктом на государственной границе с Казахстаном. Таким образом, сохранение исторического мотива во флаге города Троицка вполне оправданно и отвечает современным геральдико-правовым требованиям.
Пурпур в геральдике — символ достоинства, славы, почёта.
Жёлтый цвет (золото) в геральдике — символ прочности, богатства, величия, интеллекта и прозрения.

## Проекты флага
В приложении к решению Троицкого городского Совета депутатов от 19 сентября 2002 года № 54, вероятно ошибочно, перечислены все предлагавшиеся проекты флага:
Вариант 1-А
«… прямоугольное полотнище с отношением ширины к длине 2:3, разделённое по горизонтали на три равновеликие полосы — верхнюю жёлтую, среднюю пурпурную, нижнюю жёлтую. В крыже изображены три пурпурных креста (два и один) из герба города Троицка».
Вариант 1-Б
«… прямоугольное полотнище с отношением ширины к длине 2:3, разделённое по горизонтали на две неравные горизонтальные полосы — верхнюю жёлтую, составляющую 3/4 ширины полотнища и несущую в центре изображения трёх пурпурных крестов (два и один) из герба города Троицка, и нижнюю пурпурную, составляющую 1/4 ширины полотнища».
Вариант 1-В
«…жёлтое прямоугольное полотнище с отношением ширины к длине 2:3, воспроизводящее в центре фигуры из герба города Троицка — три пурпурных креста (два и один)».
Вариант 2-А
«…прямоугольное полотнище с отношением ширины к длине 2:3, разделённое по горизонтали на три равновеликие полосы — верхнюю жёлтую, среднюю пурпурную, нижнюю жёлтую. В крыже изображены три пурпурных трилистных креста (два и один) из герба города Троицка».
Вариант 2-Б
«…прямоугольное полотнище с отношением ширины к длине 2:3, разделённое по горизонтали на две неравные полосы — верхнюю жёлтую, составляющую 3/4 ширины полотнища и несущую в центре изображения трёх пурпурных трилистных крестов (два и один) города Троицка, и нижнюю пурпурную, составляющую 1/4 ширины полотнища».
Вариант 2-В
«…жёлтое прямоугольное полотнище с отношением ширины к длине 2:3, воспроизводящее в центре фигуры из герба города Троицка — три пурпурных трилистных креста (два и один)».
Вариант 3-А
«…прямоугольное полотнище с отношением ширины к длине 2:3, разделённое по горизонтали на три равновеликие полосы — верхнюю жёлтую, среднюю пурпурную, нижнюю жёлтую. В крыже изображены три пурпурных трилистных креста (два и один) из герба города Троицка».
Вариант 3-Б
«…прямоугольное полотнище с отношением ширины 3/4 ширины полотнища и несущую в центре изображения трёх пурпурных трилистных крестов (два и один) из герба города Троицка, и нижнюю пурпурную, составляющую 1/4 ширины полотнища».
Вариант 3-В
«…жёлтое прямоугольное полотнище с отношением ширины к длине 2:3, воспроизводящее фигуры из герба города Троицка — три пурпурных трилистных креста (два и один)».
Вариант 4-А
«…прямоугольное полотнище с отношением ширины к длине 2:3, разделённое по горизонтали на три равновеликие полосы — верхнюю жёлтую, среднюю пурпурную, нижнюю жёлтую. В крыже изображены три пурпурных лилиевых креста (два и один) из герба города Троицка».
Вариант 4-Б
«…прямоугольное полотнище с отношением ширины к длине 2:3, разделённое по горизонтали на две неравные полосы — верхнюю жёлтую, составляющую 3А ширины полотнища и несущую в центре изображения трёх пурпурных лилиевых крестов (два и один) из герба города Троицка, и нижнюю пурпурную, составляющую 1/4 ширины полотнища».
Вариант 4-В
«…прямоугольное жёлтое полотнище с отношением ширины к длине 2:3, несущее в центре изображения трёх пурпурных лилиевых крестов (два и один) из герба города Троицка».